# Acanthurus guttatus
Acanthurus guttatus е вид бодлоперка от семейство Acanthuridae. Видът не е застрашен от изчезване.

## Разпространение и местообитание
Разпространен е в Австралия, Американска Самоа, Британска индоокеанска територия, Вануату, Гуам, Източен Тимор, Индонезия, Кирибати (Гилбъртови острови, Лайн и Феникс), Кокосови острови, Мавриций, Малайзия, Малдиви, Малки далечни острови на САЩ (Атол Джонстън, Лайн, Мидуей, Остров Бейкър, Уейк и Хауленд), Маршалови острови, Микронезия, Науру, Ниуе, Нова Каледония, Остров Рождество, Острови Кук, Палау, Папуа Нова Гвинея, Питкерн, Провинции в КНР, Реюнион, Самоа, САЩ (Хавайски острови), Северни Мариански острови, Сейшели, Соломонови острови, Тайван, Токелау, Тонга, Тувалу, Уолис и Футуна, Фиджи, Филипини, Френска Полинезия и Япония.
Обитава тропически води, океани, морета, рифове, крайбрежия, реки и канали. Среща се на дълбочина от 0,6 до 23 m, при температура на водата от 23,5 до 29,3 °C и соленост 34,1 – 36,1 ‰.

## Описание
На дължина достигат до 26 cm.